# Liste der osttimoresischen Orden und Ehrenzeichen

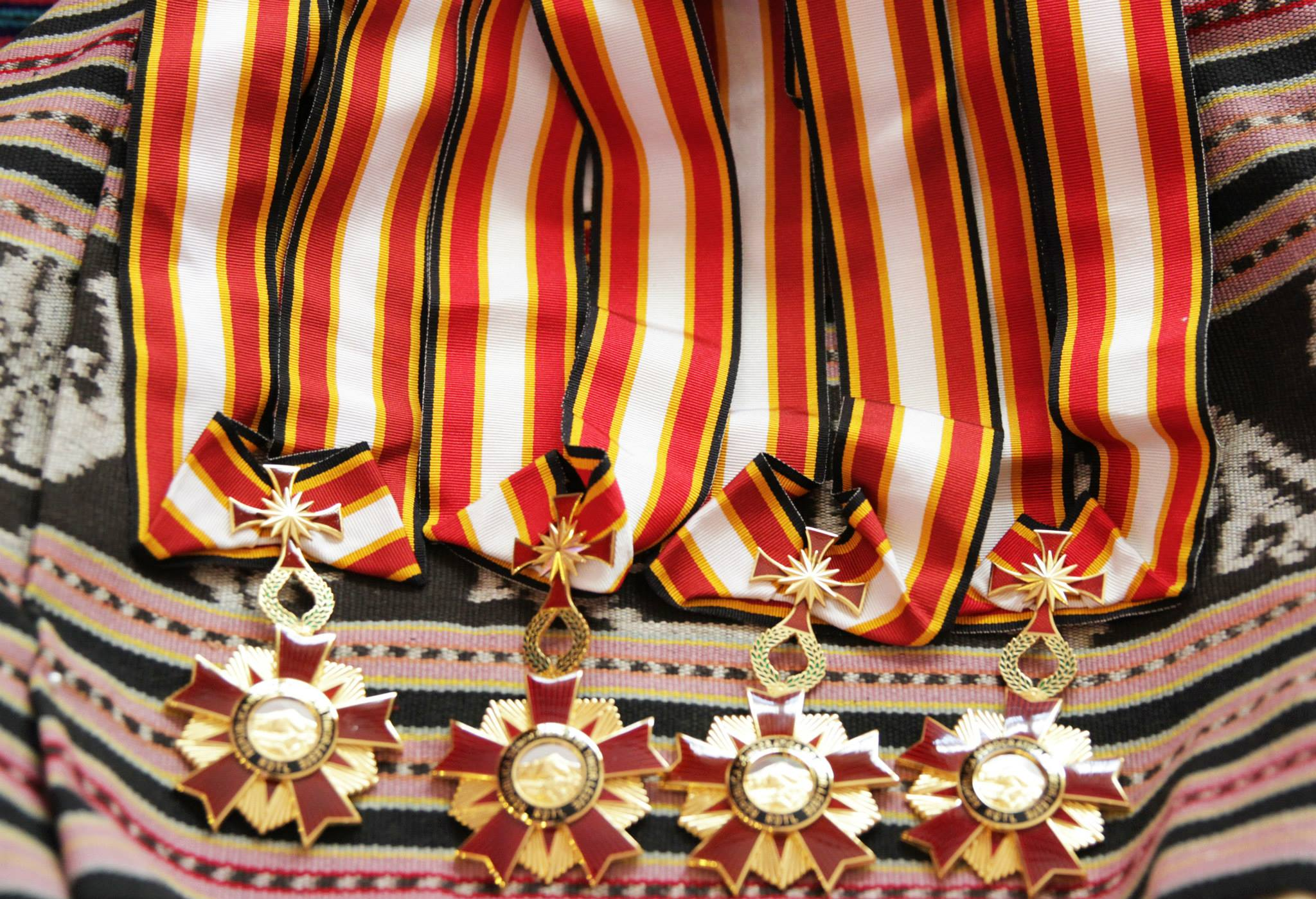
Der Ordem de Timor-Leste

Diese Liste gibt einen Überblick über die osttimoresischen Orden und Ehrenzeichen. Sie werden von der singapurer Firma Eng Leong Medallic Industries (ELM) hergestellt.

## Zivile Orden

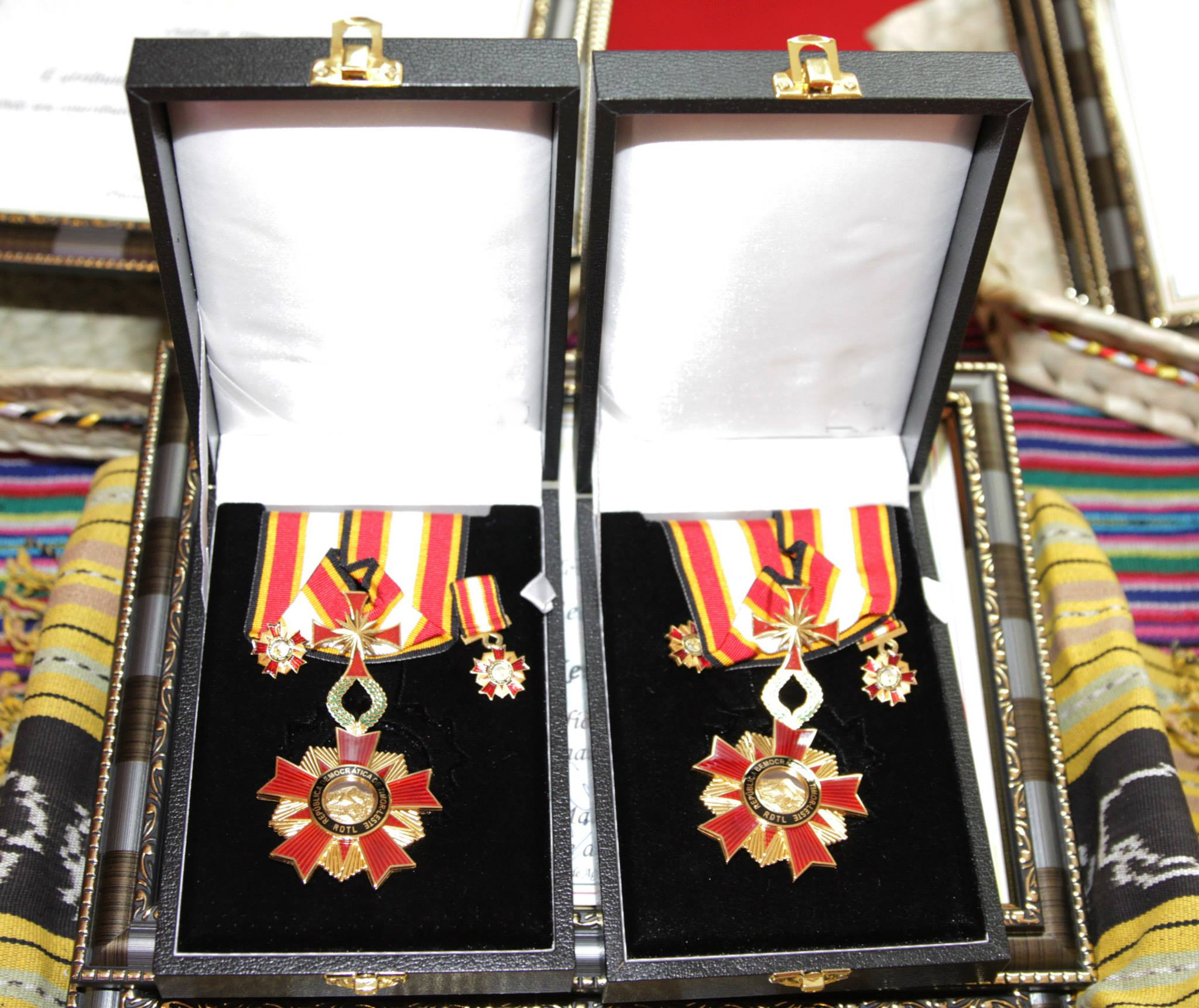
Ordem de Timor-Leste in der Schatulle

Mit dem Regierungsdekret 15/2009 „Ordem de Timor-Leste“ wurde die bisher höchste Auszeichnung des Landes eingeführt.
- Ordem de Timor-Leste (Orden von Osttimor)

## Orden für Kämpfer der Nationalen Befreiung
Die allgemeine Anerkennung und Aufwertung des timoresischen Widerstands und der Beitrag all jener, die für die nationale Unabhängigkeit kämpften, ist ein fundamentaler Grundsatz, der in Abschnitt 11 der Verfassung Osttimors verankert ist. Die Verleihung der Orden erfolgt auf Anordnung des Präsidenten, der Vorschläge von der Kommission für Würdigung, Registrierungsaufsicht und Revision (portugiesisch Comissão de Homenagem, Supervisão do Registo e Recurso) erhält.
Mit dem Gesetz 3/2006 „Estatuto dos Combatentes da Libertação Nacional“ (deutsch Statut der Kämpfer der nationalen Befreiung) wurde das System der staatlichen Auszeichnungen Osttimors eingeführt. Der Artikel 29 führte die Orden auf, mit denen Verdienste im Kampf gegen die indonesische Besatzung (1975–1999) ausgezeichnet werden sollten. Artikel 28 listete die zu ehrenden Tätigkeiten auf. Zusätzlich wurde mit dem Präsidentendekret 52/2006 der Ordem Lorico Asuwain und der Ordem das Falintil geschaffen. Das präsidiale Dekret 53/2006 vom 17. Oktober 2006 legte das Aussehen von sechs der sieben Orden fest, der Ordem de Laran Luak folgte mit dem präsidialen Dekret 13/2007 vom 4. April 2007. Mit dem präsidialen Dekret 54/2006 vom 17. November 2006 und dem präsidialen Dekret 54/2006 vom 5. Dezember 2006 wurden die ersten Ordensträger aufgelistet.
Die verschiedenen Orden wurden mehrere Tausend Mal verliehen. Allein in einer Großzeremonie vom 15. bis 18. Mai 2007 wurden 11.995 Gefallene des Befreiungskrieges geehrt. Die ersten Verleihungen fanden am Proklamationstag 2006, dem  28. November statt.
- Ordem da Guerrilha (Orden der Guerilla)
- Ordem Nicolau Lobato (Orden Nicolau Lobato)
- Ordem de Dom Boaventura (Orden Dom Boaventura)
- Ordem Funu Nain (Orden „Herr des Krieges“)
- Ordem de Laran Luak (Orden für großen Edelmut)
- Ordem das Falintil (Orden der FALINTIL)
- Ordem Lorico Asuwain (Orden der mutigen jungen Kämpfer, wörtlich: Orden der Lori-Krieger)

Mit dem präsidialen Dekret 50/2007 wurde der Ordem Dom Martinho Lopes geschaffen. Mit ihm werden Priester und Nonnen geehrt, die zwischen 1975 und 1999 „dem Volk und der Sache der Timoresen gedient haben“.

## Ehrenzeichen
| Bandschnallen         |
| 200                   |
| Medalha de Mérito     |
| 200                   |
| Medalha Solidariedade |
| 200                   |
| Medalha Halibur       |

Mit dem Regierungsdekret 15/2009 „Sobre a Atribuição de Medalhas“ (deutsch Zur Verleihung von Ehrenzeichen) wurden drei Auszeichnungen eingeführt. Mit ihnen werden Personen ausgezeichnet, die der „Nation Osttimor durch Stärkung der sozialen Ordnung gedient haben und deren Tun wesentlich zum nationalen Frieden und Stabilität beigetragen haben“.
- Medalha de Mérito (Ehrenmedaille)
- Medalha Solidariedade de Timor-Leste (Solidaritätsmedaille Osttimors)
- Medalha Halibur (Halibur-Medaille)

Das Regierungsdekret 3/2011 vom 8. Juni führte drei weitere Medaillen ein:
- Medalha de serviços distintos (Medaille für verschiedene Dienste)
- Medalha de mérito de segurança pública (Verdienstmedaille der öffentlichen Sicherheit)
- Medalha de comportamento exemplar (Medaille des vorbildlichen Verhaltens)

## Weitere Auszeichnungen
Im Juni 2011 wurde ein System für öffentliche Sicherheitsmedaillen für die Nationalpolizei Osttimors (PNTL) eingeführt, so zum Beispiel die Medalha Comando Operação Conjunto.